# Papua-koningsmakreel
De Papua-koningsmakreel (Scomberomorus multiradiatus) is een straalvinnige vis uit de familie van de makrelen (Scombridae) en behoort derhalve tot de orde van baarsachtigen (Perciformes). De wetenschappelijke naam van de soort werd in 1964 door Munro gepubliceerd. De vis kan maximaal 35 cm lang en 500 gram zwaar worden.

## Leefomgeving
Scomberomorus multiradiatus komt in zeewater en brak water voor. De vis prefereert een tropisch klimaat en leeft hoofdzakelijk in de Grote Oceaan.

## Relatie tot de mens
Scomberomorus multiradiatus is voor de visserij van beperkt commercieel belang. In de hengelsport wordt er weinig op de vis gejaagd.